# الموفق بالله
حُسامِ الإسْلام والنَّاصِر لدين الله ومُنقِذ الخِلافَة ومُخلِّص الأُمَّة الأمِير أبُو أحْمَد مُحَمَّد طَلْحَة المُوفَّق بالله بن جَعْفَر المُتَوكِّل بن مُحَمَّد المُعْتَصِم بن هارُون الرَّشِيد بن مُحَمَّد المِهْدِيّ العَبَّاسِيّ الهَاشِميّ القُرَشِيّ (الثَّانِي من رَبِيع الأوَّل 229 - الثَّاني والعُشْرُون من صَفَر 278 هـ / الأوَّل من دِيسَمْبَر 843 - الثَّامِن من يُونيو 891 م) المعرُوف اختصارًا باسم المُوَفَّقْ أو المُوَفَّقْ بِالله.
هو أميرٌ عَبَّاسِيّ، وقائد جيوش الخِلافَة العَبَّاسِيَّة في عهد أخيه الخليفة المُعْتَمِد على الله، ويُعتبر المُوَفَّقْ الحاكم الحقيقي للبِلاد، كما كان أحد أهمّ القادة العَبَّاسِيين في التَّاريخ، وذلك لأنه أعاد للخِلافَة هيبتَها، واستقرارِها بعد أن تسلَّط عليها التُّرك وأضعفُوها فيما عُرف فَتْنة سَامَرَّاء.
ولد المُوَفَّقْ في بَغْدَاد من أم ولد للخليفة المتوكل على الله، وتربى تربية علمية، فكان عالماً بالأدب والأنساب والقضاء والفقه، غزير العقل، حسن التدبير كريماً حازماً، ذا مقدرة سياسية ممتازة، حتى إن بعضهم رأى بأنه المنصور الثاني لأنه لم يُعْرَف في ولد المنصور من هو أشبه به منه. كان الموفق ولي عهد المعتمد على الله إلا أنه كان الخليفة الفعلي وإن كان اسم الخلافة للمعتمد. كان يجلس للمظالم، وعنده القضاة فينصف الناس. يعتبر الموفق أبا الخلفاء الثاني بعد المنصور إذ أن الخلافة العباسية استمرت في عقبه حتى سقوطها على يد هولاكو خان عام 656 هجرية.
كما يعتبر الموفق باعث الحياة في الخلافة العباسية بعد أن أشرفت على السقوط بسبب حالة الفوضى التي سادت على يد الأتراك بين عامي 247 - 256 بعد مقتل الخليفة المتوكل وإستبداد الجنود الأتراك وقادتهم بالأمر وقتلهم للخلفاء المنتصر والمستعين والمعتز والمهتدي واستقلال أمراء الأطراف بولاياتهم كالصفاريين في المشرق والطولونيين في مصر ولولا الخطر الذي شكلته ثورة الزنج على القادة الأتراك وإحساسهم أن الخطر سيحيق بهم لأنتهى أمر الدولة إلى الانحلال والزوال. تحمل الموفق بالله أعباءاً كبيرة في سبيل تثبيت الخلافة إذا تمكن من القضاء على ثورة الزنج كما تمكن من إيقاع الهزيمة بجموع الصفاريين وزعيمهم يعقوب بن الليث الذي كان قد إقترب من بغداد في محاولة لإرغام الخليفة على الاعتراف بسلطانه على المشرق، كما تمكن أيضاً من الحد من توسع الطولونيين غرباً. توفي الموفق عام 278 هجرية وكان سبب وفاته النقرس.

## حياته

### نسبه
هو محمد أو طلحة بن جعفر المتوكل على الله بن محمد المعتصم بالله بن هارون الرشيد بن محمد المهدي بن أبي جعفر المنصور بن محمد بن علي بن عبد الله بن العباس بن عبد المطلب القرشي الهاشمي العباسي.
ولد يوم الأربعاء الثاني من ربيع الأول عام 229 هـ الموافق 1 ديسمبر 843. وأمه أم ولد رومية يقال لها إسحاق وهي والدة شقيقه المؤيد ولي العهد المقتول في زمن المعتز وقد أدركت أيام ولدها الموفق حتى أنه لما شفي من إصابته في حربه مع صاحب الزنج تصدقت بوزنه ذهباً مبلغه ثلاثون ألف درهم. توفيت والدة الموفق عام 276 هـ / 890 م

### نشأته
نشأ الموفق كبقية أبناء المتوكل في قصر الخلافة في سر من رأى وكان ملازماً لوالده حتى أنه كان مع أبيه في الليلة التي قُتل فيها. وقد كان المتوكل على الله أتاح لأبنه الموفق أن ينشأ نشأة مميزة إذا تولى تعليمه وتأديبه الزبير بن بكار الذي عمل على تنشئته وإذكاء عقله وشدة عزمه وهمته فلم يتأثر بالترف الذي نشأ فيه ولم ينجرف في طلب الملذات كما يفعل أقرانه من الأمراء. ولعل ذلك هو الذي كان دافعاً للزبير بن بكار أن يؤلف له كتاباً في الأخبار سُميَ بالأخبار الموفقيات.
ظهرت كفاءة الموفق العسكرية أول مرة عندما عهد إليه اخوه الخليفة المعتز بالله بقيادة الجيش لحصار بغداد خلال أحداث الصراع بين المعتز والمستعين فقد أحكم الموفق الحصار على بغداد حتى تمكن من القضاء على مقاومة جيش المستعين وأفضى إلى أن طلب محمد بن عبد الله بن طاهر الصلح بعد أن أيقن بالهزيمة وقد وثق أحد الشعراء ويعرف بباذنجانه ذلك في بيتين هما:
وبعد هذا النصر وإستقرار الخلافة للمعتز بالله تُوج أبو أحمد بتاج من الذهب وقلنسوة مجوهرة ووشاحين مجوهرية وقُلِد سيفين وقربه الخليفة المعتز إليه وأدناه 
دب الخلاف بين الخليفة المعتز والأتراك بعد ذلك بفترة وجيزة لمحاولته الحد من سلطتهم وتقريبه للمغاربة والفراغنة إليه وتحريكهم ضد الأتراك فلما فشلت هذه المحاولة خشي أن يقدم الأتراك على عزله فعمد إلى خلع أخيه المؤيد من ولاية العهد وحبسه ثم قتله. كما أنه لم يأبه لسابقة أخيه الموفق وما حققه له من نصرٍ على المستعين فحبسه أيضاً وضيق عليه لكونه شقيق المؤيد. ثم بلغ الخليفة المعتز أن نفراً من الأتراك يريدون إخراج المؤيد من السجن ليولوه الخلافة فأرسل إلى موسى بن بغا وسأله فأنكر وقال: يا أمير المؤمنين أنما أرادوا أن يخرجوا أبا أحمد بن المتوكل لأنسهم به يوم كان في الحرب التي كانت-يعني حرب المستعين-، غير أن الخليفة كان وجلاً من وجود محاولة لخلعه فعمل على قتل المؤيد ثم حول الموفق إلى الحجرة التي كان حبس فيها المؤيد، فكانت الفترة بين دخوله سر من رأى وما لقي بها من الحظوة والتكريم وبين حبسه ستة أشهر وثلاثة أيام ولم يكتف الخليفة بحبس أبي أحمد والتضييق عليه بل قام بنفيه إلى واسط ثم البصرة ثم رده اخيرا إلى بغداد حيث أنزله في الجانب الشرقي في قصر دينار بن عبد الله.
تفاقم العجز المالي في الدولة وعجزت عن دفع رواتب الجند الذين توحدت كلمتهم وقرروا خلع المعتز بالله من الخلافة إذ دخلوا عليه وقاموا باعتقاله واهانته وتعذيبه ويصف الطبري ما حدث على لسان أحد الحاضرين من أن المعتز وضع في الشمس حيث كان يرفع رجلاً ويضع أخرى من شدة الحر كما قام بعض الموجودين بصفعه وطعنه بمشاقص حتى أضطروه للتنازل عن الخلافة لمحمد بن الواثق الذي لقب بالمهتدي بالله وبعدها بثلاثة أيام أعلن عن موت المعتز في ظروف غامضة.
أرسل المهتدي إلى سليمان بن عبد الله بن طاهر والي بغداد يأمره بأخذ البيعة له، غير أن العامة والجند ثاروا لذلك ونادوا باسم الموفق ودعوا إلى بيعته فخشي الأتراك من تفاقم الأمر فسارعوا لتطويق الأمر وقاموا بإرسال الأموال ووزعت على أهل بغداد والجند مما سهل أخذ البيعة للخليفة المهتدي.
تولى المهتدي الخلافة عام 255 هـ والدولة في حالة فوضى شاملة لا سيما من الناحية العسكرية لانشغال قادة الجيش الأتراك بالصراع على السلطة والتنافس فيما بينهم، إضافة إلى ضعف الخلفاء ولهوهم وعدم صيانتهم لأمر الدولة، مما أدى إلى خروج بعض المناطق لا سيما في الأقاليم الشرقية عن سيطرة الخلافة. بسبب هذه الاضطرابات. حاول الخليفة الجديد التخلص من إرث سابقيه فبدأ بإصلاح منظومة الخلافة وقام بترك اللهو وقام بطرد المغنين والمخنثين من العاصمة سر من رأى كما وأمر بقتل الأسود والطيور ورد المظالم وبنى لنفسه قبة أسماها «قبة المظالم» وجلس بنفسه للقضاء بين الناس كما قام بالإشراف على الدواوين.
حاول المهتدي ضرب الأتراك بعضهم ببعض لإنهاكهم وإضعاف قوتهم باعتبار أنهم المسؤولون عما آلت إليه الأوضاع، فكتب إلى القائد التركي «بايكباك» يأمره بقتل القائد التركي الآخر «موسى بن بغا» وفي الوقت عينه كتب إلى موسى يأمره بقتل بايكباك، غير أنهما إكتشفا خطة المهتدي وأنه يسعى إلى تشتيت كلمتهم وتفريق صفوفهم فأخذوا في الطعن عليه وأظهروا العداء له.

### أبناء الموفق
ولد للموفق أربعة أبناء هم:
أحمد المعتضد، أمير المؤمنين بعد وفاة المعتمد على الله؛ وهارون، لم يعقب؛ وعبد الواحد، ذكر الطبري في تاريخه، أنه قتل في خلافة ابن أخيه المكتفي بالله علي بن أحمد المعتضد بالله في ليلة الاثنين لأربع عشرة بقيت من شهر رمضان سنة تسع وثمانين ومائتين، وكان مولده في صفر سنة إحدى وسبعين ومائتين ؛ وعبد الملك، لم يعقب، مات صغيراً. فلا عقب للموفق إلا من المعتضد.

## الثورات والفتن الداخلية

### فوضى سامراء
أبو أحمد الموفق هو أحد أبناء الخليفة المتوكل على الله المقتول عام 247 للهجرة على يد غلمان الأتراك وبالتحديد القائد التركي باغر الذي يقال أنه أتفق مع المنتصر على قتل أبيه وتسلمه للخلافة الا أن هذا لم يثبت. أثار مقتل المتوكل فترة من الفوضى في عاصمة الخلافة أنذاك سامراء وهي الفترة التي عرفت بفوضى سامراء واستمرت تسع سنوات كانت فيها السيطرة للجنود الأتراك وقادتهم حيث تدخلوا في اختيار الخلفاء وعزلهم وقتلهم أيضاً. الموفق كان في هذه الفترة فتىً غراً لا يكاد يعرف غارقاً في النسيان حتى إبتسم له الحظ أخيراً وأصبح تحت الأضواء بعد أن أستدعاه الخليفة المعتمد من مكة.
لا تذكر المصادر التاريخية شيئاً عن حياته قبل ولايته للعهد وذلك لكونه مغموراً في ظل إخوته المنتصر والمعتز والمؤيد ولاة عهد المتوكل إذا قتل المتوكل وعمر الموفق 20 سنة وبعدها يلف الغموض حياته حتى العام 261 هجرية إذ إختاره أخوه المعتمد الأسن منه ب6 أشهر ولياً ثانياً للعهد بعد إبنه جعفر المفوض.

### الوصاية على الخليفة المعتمد

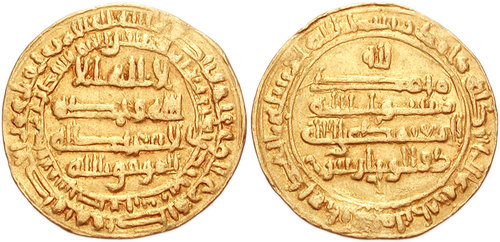
دينار ذهبي من عهد المعتمد على الله ويظهر فيه اسم الأمير الموفق مع الوزير سعيد بن مخلد الملقب بذي الوزارتين

في الوقت الذي قتل فيه الخليفة المهتدي من قبل الأتراك بويع الخليفة المعتمد على الله عام 256هـ ولكنه كما أشار المسعودي أهمل أمور رعيته وتشاغل بلهوه ولذاته حتى أشفى ملكه على الذهاب، في هذه الأثناء كان الموفق في مكة المكرمة وعلى الفور سارع بالرحيل إلى سامراء إثر اندلاع ثورة الزنج، حيث تمكن مع القائد التركي موسى بن بغا من فرض الوصاية على الخليفة المعتمد، وتولى بذلك الموفق السيطرة على الحكم فعلياً مع بقاء المعتمد خليفةً شكلياً، بدأ الموفق بالتغلب على أمر أخيه المعتمد، لأنه كان يرى نفسه الأحق منه بالخلافة كما زاد من حقده تولية المعتمد ولاية العهد لإبنه جعفر المفوض وتقديمه له على أخيه الموفق، فاستولى الموفق تدريجياً على شؤون الحكم، فأصبح والمعتمد كالشريكين في الخلافة؛ فللمعتمد الخطبة والسكة والتسمي بإمرة المؤمنين وأصبح كالمحجور عليه لا أمر ينفذ له ولا نهي. أما الموفق فله الأمر والنهي وقيادة الجيوش وقتال الأعداء والمرابطة في الثغور. وفي نهاية المطاف قام الموفق بسجن الخليفة المعتمد لأنه اتهمه بالخيانة وأنه يواطئ ابن طولون عليه.

### ثورة الزنج
الزنج هم العبيد والأرقاء الذين تم جلبهم من أفريقيا الشرقية وبالتحديد من جزيرة زنجبار لإستصلاح الأراضي التي تقع بين مدينتي البصرة وواسط، وقد غلب لقب زنجي على جميع العبيد لشهرة هذه الجزيرة تجارياً. كان هؤلاء العبيد بالآلاف يعملون في ظروف سيئة في ظل معاملة قاسية من ملاكهم إضافة إلى عدم تقاضيهم أي أجرة عن اعمالهم مما ولد لديهم الحقد والغل تجاه ملاكهم من العرب وقد إستغل صاحب الزنج هذه الظروف التي احاطت بهم لينجح في استمالتهم إلى حركته ووعدهم بتحريرهم وتمكينهم من السلطة وسرعان ما أخذت جموع الزنج تنضم إليه وتشكل جيشه الجرار.
حين نشبت ثورة الزنج ضد الخلافة العباسية تعرضت هذه الخلافة لأعظم خطر إذ استطاع صاحب الزنج أن يسيطر على البصرة بعد مذابح مهولة راح ضحيتها 300 ألف إنسان ثم إمتد نفوذه إلى عبادان والأهواز وواسط حتى وصل إلى أطراف بغداد، مما أضطر الموفق إلى تجييش الجيوش على النحو الذي يريده، وسيرها سنة 256هـ/870م الواحد تلو الآخر لقتال الزنج، ثم أخذ يقود الجيوش بنفسه، وجرت بين الطرفين عدة جولات، ثم بنى الموفق قلعة تواجه المختارة مدينة صاحب الزنج سماها الموفقية. رابط فيها، واستطاع الانتصار على صاحب الزنج وقتله واستعاد كل المناطق التي خضعت له، وذلك في صفر سنة 270هـ/آب 883م بعد حروب دامت أربعة عشر عاماً. فارتفعت مكانة الموفق بفضل هذا النصر، ومدحه الشعراء، وتلقب بعد هذا الانتصار بلقب الناصر لدين الله، وخُطب له على المنابر به، وبلقبه الآخر الموفق.

### زحف الصفاريين
أسس يعقوب بن الليث دولة استيلاء عرفت بالصفارية، وعندما أراد الحصول على اعتراف الخليفة بها لتصبح شرعية رفض الخليفة ذلك، فقصد يعقوب العراق مستغلاً انشغال الخلافة بثورة الزنج، فاعترف الموفق له بالولاية، ولكن يعقوب كان يريد اعتراف الخليفة بدولته، فسار ثانية سنة 262هـ/875م إلى العراق، ووصل إلى دير العاقول، فقاتله الموفق وانتصر عليه، وغنم منه غنائم كثيرة، ولما توفي يعقوب وتولى أخوه عمرو اعترف الموفق بولايته، وولاه شرطة بغداد. فانتهى بذلك النزاع بين الطرفين، وحصلت الدولة الصفارية على الشرعية.

### العلاقة مع الطولونيين
ساءت العلاقة بين الموفق وأحمد بن طولون منذ سنة 262هـ/875م، وبدأ النزاع بينهما. وتعود جذور هذا النزاع إلى أن ابن طولون كان ينفذ رغبات الخليفة المعتمد المادية، ولما كان الموفق بحاجة إلى الأموال لإنفاقها في تهدئة الثورات المتعددة التي كان يواجهها، فإنه أرسل إلى ابن طولون يستحثه على حمل الأموال إليه، ولكنه لم يفعل. فأخذ الموفق يعين الولاة على الشام ومصر، ولكن هؤلاء الولاة أخفقوا في الوصول إلى الولاية وإخراج أحمد بن طولون منها.
ازداد العداء بين الموفق وابن طولون، وخاصة حين عزم الخليفة المعتمد سنة 269هـ/882 ـ 883م على ترك العراق هرباً من حجر الموفق عليه، بعد أن شجعه ابن طولون على القدوم إلى مصر، ووعده بأن تكون جميع القوات تحت إمرته، وأرسل إليه المال. وهلع الموفق حين علم بذلك خوفاً من استيلاء ابن طولون على السلطة، فأعاد المعتمد إلى العراق وسجنه، وعمل ابن طولون على استصدار كتاب من الفقهاء والقضاة والأشراف بخلع الموفق لأنه يخالف المعتمد ويحصره، وأُرسلت نسخ من الكتاب إلى كل المناطق، وقابله الموفق بأن أمر بلعن ابن طولون على المنابر وأعطى ولاية المناطق التابعة له إلى غيره. وامتدت الخلافات بينهما إلى مكة، وأراد الموفق استعادتها من الطولونيين، فأرسل إليها جيشاً، واستمال أهل مكة، فانهزمت جيوش ابن طولون فيها سنة 269هـ/882 ـ 883م، وتركوا أموالهم وأسلحتهم.
عمل الموفق على حرمان ابن طولون من ولاية الثغور الشامية، واحتج لدى الخليفة بأن ابن طولون عاجز عن حمايتها، واستصدر أمراً من أخيه المعتمد بعزله عنها، فأدى ذلك إلى ضعف السلطة على الثغور، وخسارة المسلمين لثغر لؤلؤة، فأعاد المعتمد الثغور إلى ابن طولون، ثم وجد الطرفان أن لافائدة من النزاع وأظهرا ميلاً للتفاهم وإقرار السلام، ومالبث ابن طولون أن توفي سنة 270هـ/883م. وطمع إسحاق بن كنداج وابن أبي الساج بولاية مصر والشام، ووافقهما الموفق وأمدهما بجيش يقوده ابنه ورفض الإجابة على كتاب خمارويه بإقراره على البلاد التي كان أبوه يحكمها. وجرت بين الطرفين معركة في الشام عُرفت بمعركة الطواحين، انتصر فيها خمارويه، واستعاد بلاد الشام. وتكرر خروج الجيوش العباسية بأمر من الموفق لقتال خمارويه من دون الوصول إلى نتائج عسكرية حاسمة؛ مما دعا الموفق في سنة 273هـ/886 ـ 887م إلى قبول عرض خمارويه بالاعتراف بولايته على مصر والشام مدة ثلاثين سنة، مقابل مئتي ألف دينار سنوية تدفع للموفق، وبذلك توقفت النزاعات بين الطرفين.

## النهاية
بعد حياة حافلة بالأحداث الجسام، توفي الموفق في بغداد في خلافة أخيه المعتمد، وكان مصاباً بداء النقرس حتى إنه لم يكن قادراً على الركوب، فإتُخِذ لهُ سريرٌ عليهِ قبةٌ فكان يقعد عليه، ومعه خادمٌ يبرد رجله بالثلج. ثم صارت علة رجله داء الفيل وكان يحمل سريره أربعون حمالًا يتناوب عليه عشرونَ عشرونَ وربما اشتد به أحيانًا فيأمرهم أن يضعوه حتى قال لهم يومًا‌:‌ قد ضجرتم وبودي أني واحد منكم أحمل على رأسي وآكل وأني في عافية قد أطبق دفتري على مائة ألف مرتزق أسوأ ما فيهم أقبح حالًا مني ‌.‌
توفي بالقصر الحسني ليلة الخميس لثمان بقين من صفر عام 278 هجرية وله تسع وأربعون سنة تنقص شهرًا وأيامًا. وقد قال عبد الله بن المعتز:‌ لما مات الموفق كتب إلي عبيد الله بن عبد الله بن طاهر يعزيني عنه فقال‌:‌ إني أعزيك بالمنصور الثاني لأني لا أعرف في ولده أشبه به منه‌.‌

### فهرس المنشورات
1. ↑  البداية والنهاية ، موقع الايمان نسخة محفوظة 12 مارس 2020 على موقع واي باك مشين.
2. ↑  ابن عبد ربه، شهاب الدين أحمد : العقد الفريد، ج3 ص 299
3. ↑  ابن الجوزي : المنتظم ج5 ص 67
4. ↑  الخطيب البغدادي : تاريخ بغداد ج2 ص127
5. ↑  الطبري: تاريخ الرسل والملوك ، ج9 ص 227
6. ↑  فيصل السامر: ثورة الزنج ص128
7. ↑  ابن النديم: الفهرست ص161
8. ↑  ابن الأثير: الكامل ج7 ص 145
9. ↑  الطبري:تاريخ الرسل والملوك ج9 ص 335
10. ↑  الكامل في التاريخ صفحة3316 نسخة محفوظة 23 يونيو 2015 على موقع واي باك مشين. [وصلة مكسورة]
11. ↑  السيوطي، جلال الدين عبد الرحمن بن أبي بكر: تاريخ الخلفاء ص 333
12. ↑  ابن الأثير: الكامل ج7 ص 169
13. ↑  المسعودي:مروج الذهب ج4 ص178
14. ↑  الخطيب البغدادي : تاريخ بغداد ج6 ص50
15. ↑  الطبري:تاريخ ج9 ص 262
16. ↑  المسعودي: مروج ج4 ص 176
17. ↑  الطبري:تاريخ ج9 ص 289
18. ↑  تاريخ مختصر الدول ص 255
19. ↑  ابن الأثير: الكامل ج7 ص 199
20. ↑  المسعودي، مروج الذهب، ج4، ص 183
21. ↑  تاريخ اليعقوبي : ج2، ص 505
22. ↑  الكتب » ذيل تاريخ بغداد لابن النجار	» عبد الواحد بن محمد الموفق بالله بن جعفر المتوكل نسخة محفوظة 05 مارس 2016 على موقع واي باك مشين.
23. ↑  جمهرة أنساب العرب، ابن حزم، موقع الوراق نسخة محفوظة 29 أكتوبر 2016 على موقع واي باك مشين.
24. ↑  الكتب » سير أعلام النبلاء	» الطبقة الخامسة عشر	» الموفق نسخة محفوظة 06 نوفمبر 2017 على موقع واي باك مشين.
25. ↑  Kennedy 1993، صفحة 801.
26. ↑  Kennedy 2001، صفحة 149.
27. ↑  الفخري في الآداب السلطانية، ابن الطقطقي، ص 77
28. ↑  ذكر خلافة المعتمد، كتاب التنبيه والإشراف،المسعودي والإشراف **/ذكر خلافة المعتمد /i80&d62341&c&p1 نسخة محفوظة 20 يونيو 2015 على موقع واي باك مشين.
29. ↑  جحا، شفيق؛ البعلبكي، مُنير؛ عُثمان، بهيج (1999م). المُصوَّر في التاريخ (الطبعة التاسعة عشرة). بيروت، لُبنان: دار العلم للملايين. صفحة 13 - 14.
30. ↑  ـ ابن الأثير، الكامل في التاريخ (دار صادر، بيروت 1957م).ـ البلوي، سيرة أحمد بن طولون (مطبعة الترقي، دمشق 1358هـ).ـ ابن تغري، النجوم الزاهرة في ملوك مصر والقاهرة (دار الكتب، القاهرة 1351هـ).ـ الطبري، تاريخ الرسل والملوك (دار المعارف، القاهرة 1966م).ـ شاكر مصطفى، دولة بني العباس (وكالة المطبوعات، الكويت 1970م).
31. ↑  المنتظم في تاريخ الملوك والأمم - 4115 [وصلة مكسورة] نسخة محفوظة 23 يوليو 2015 على موقع واي باك مشين.
32. ↑  Islam-db	... / 	المنتظم في التاريخ	 نسخة محفوظة 23 يوليو 2015 على موقع واي باك مشين. "نسخة مؤرشفة". مؤرشف من الأصل في 2015-07-23. اطلع عليه بتاريخ 2015-11-28.

### معلومات المنشورات كاملة
الكتب مرتبة حسب تاريخ النشر
- ابتسام أكرم مندوره (1982)، الموفق بالله طلحة بن المتوكل العباسي، QID:Q123570681
- ابن العمراني (1999)، الإنباء في تاريخ الخلفاء، تحقيق: قاسم السامرائي (ط. 1)، القاهرة: دار الآفاق العربية، OCLC:41180859، QID:Q56367172{{استشهاد}}:  صيانة الاستشهاد: ref duplicates default (link)
- جلال الدين السيوطي (2003)، تاريخ الخلفاء (ط. 1)، بيروت: دار ابن حزم، QID:Q123424538
- محمد الخضري بك (2003). الدولة العباسية. مراجعة: نجوى عباس. القاهرة: مؤسسة المختار للنشر. ISBN:978-977-5283-97-9. OCLC:54844608. OL:31601253M. QID:Q123224571.
- ابن كثير الدمشقي (2004)، البداية والنهاية، تحقيق: أبو صهيب الكرمي (ط. 1)، لبنان: بيت الأفكار الدولية، OCLC:1014077365، QID:Q123368203
- محمد بن جرير الطبري (2004). تاريخ الأمم والملوك، تاريخ الطبري: طبعة مقدم لها بتوضيح في أسانيد الطبري وبيان المؤاخذات عليها، وصححت النسخة على أصح النسخ الموجودة، وخدمت بفهارس للآيات وفهارس للأحاديث، وفهارس للموضوعات. مراجعة: أبو صهيب الكرمي. عَمَّان: بيت الأفكار الدولية. ISBN:978-9957-21-152-3. OCLC:956977290. QID:Q123224476.
- ابن الأثير الجزري (2005)، الكامل في التاريخ، مراجعة: أبو صهيب الكرمي، عَمَّان: بيت الأفكار الدولية، OCLC:122745941، QID:Q123225171